# Пучоаса
Пучоаса (рум. Pucioasa) — місто у повіті Димбовіца в Румунії. Адміністративно місту підпорядковані такі села (дані про населення за 2002 рік):
- Бела (595 осіб)
- Глодень (1233 особи)
- Діаконешть (481 особа)
- Малуріле (157 осіб)
- Мікулешть (513 осіб)
- Пучоаса-Сат (458 осіб)

Місто розташоване на відстані 88 км на північний захід від Бухареста, 17 км на північ від Тирговіште, 64 км на південь від Брашова.

## Населення
За даними перепису населення 2002 року у місті проживали 15 263 особи.
Національний склад населення міста:
| Національність | Кількість осіб | Відсоток |
| -------------- | -------------- | -------- |
| румуни         | 15123          | 99,1%    |
| цигани         | 119            | 0,8%     |
| угорці         | 11             | 0,1%     |
| німці          | 2              | < 0,1%   |
| татари         | 2              | < 0,1%   |
| греки          | 2              | < 0,1%   |
| турки          | 1              | < 0,1%   |
| серби          | 1              | < 0,1%   |
| євреї          | 1              | < 0,1%   |
| італійці       | 1              | < 0,1%   |

Рідною мовою назвали:
| Мова       | Кількість осіб | Відсоток |
| ---------- | -------------- | -------- |
| румунська  | 15242          | 99,9%    |
| циганська  | 10             | 0,1%     |
| угорська   | 6              | < 0,1%   |
| турецька   | 1              | < 0,1%   |
| татарська  | 1              | < 0,1%   |
| сербська   | 1              | < 0,1%   |
| італійська | 1              | < 0,1%   |

Склад населення міста за віросповіданням:
| Релігія                             | Кількість осіб | Відсоток |
| ----------------------------------- | -------------- | -------- |
| православні                         | 14714          | 96,4%    |
| лютерани                            | 146            | 1,0%     |
| римо-католики                       | 139            | 0,9%     |
| адвентисти                          | 107            | 0,7%     |
| бретрени                            | 65             | 0,4%     |
| п'ятдесятники                       | 44             | 0,3%     |
| баптисти                            | 27             | 0,2%     |
| греко-католики                      | 8              | 0,1%     |
| реформати                           | 4              | < 0,1%   |
| мусульмани                          | 4              | < 0,1%   |
| лютерани (Аугсбурзького сповідання) | 4              | < 0,1%   |

## Зовнішні посилання
- Дані про місто Пучоаса на сайті Ghidul Primăriilor [Архівовано 5 грудня 2009 у Wayback Machine.]